# Hruzînivka, Krînîcikî
Hruzînivka (în ucraineană Грузинівка) este un sat în comuna Pokrovka din raionul Krînîcikî, regiunea Dnipropetrovsk, Ucraina.

## Demografie
Componența lingvistică a localității Hruzînivka
     Ucraineană (97,37%)
     Rusă (1,97%)
     Alte limbi (0,66%)
Conform recensământului din 2001, majoritatea populației localității Hruzînivka era vorbitoare de ucraineană (97,37%), existând în minoritate și vorbitori de rusă (1,97%).